# Marcos Paulo Alves
Marcos Paulo Alves (n. Doresópolis, Brasil; 11 de mayo de 1977) es un futbolista brasileño que se desempeña como centrocampista.

## Clubes
| Club               | País     | Año       |
| ------------------ | -------- | --------- |
| Cruzeiro EC        | Brasil   | 1996-2001 |
| Udinese Calcio     | Italia   | 2001-2002 |
| Cruzeiro EC        | Brasil   | 2002      |
| Sporting de Lisboa | Portugal | 2002-2003 |
| Grêmio             | Brasil   | 2003      |
| Maccabi Haifa      | Israel   | 2003-2004 |
| Guarani FC         | Brasil   | 2004-2005 |
| Metalist Járkov    | Ucrania  | 2005      |
| Portuguesa         | Brasil   | 2006-2007 |
| Yokohama FC        | Japón    | 2007      |
| Shimizu S-Pulse    | Japón    | 2008-2009 |
| Portuguesa         | Brasil   | 2010      |
| Fortaleza EC       | Brasil   | 2011      |